# Rudolf Fick

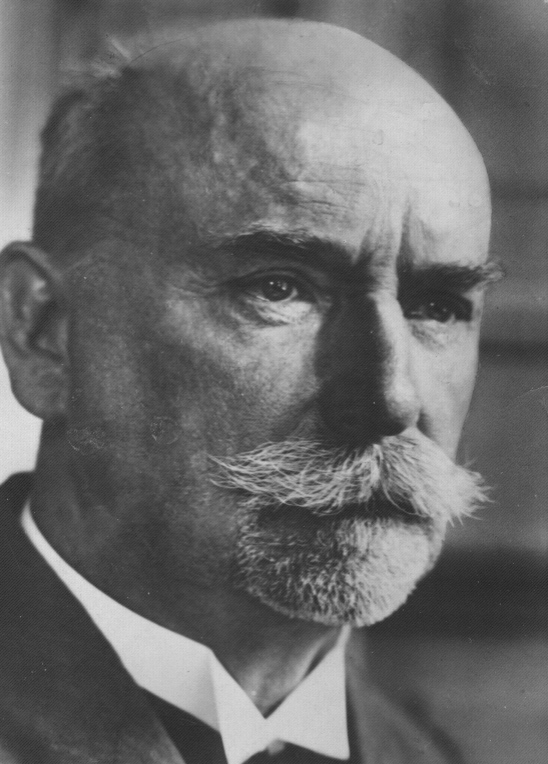
Rudolf Fick, um 1925

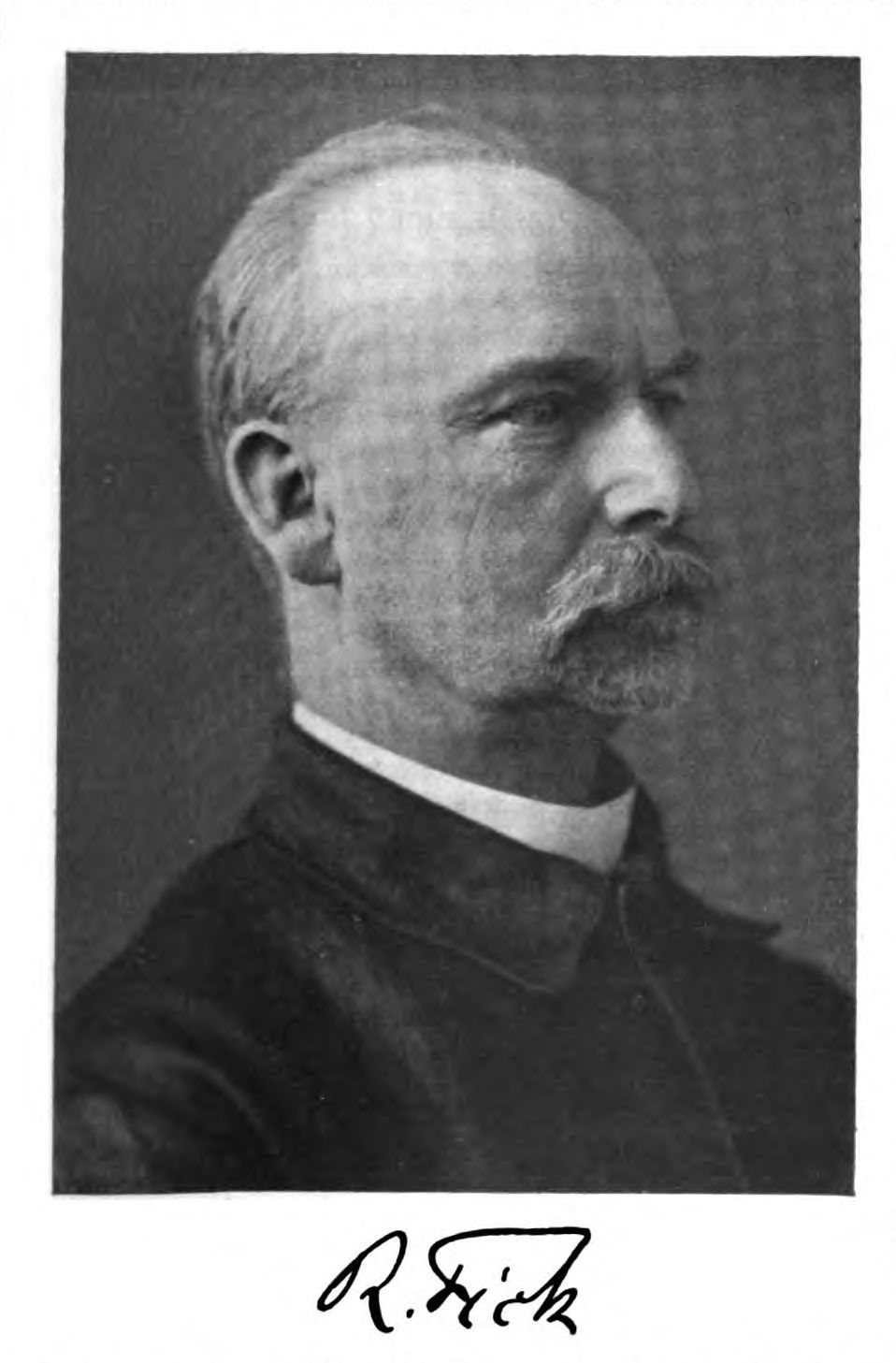
Fotoporträt des Anatomen und Begründers der Gelenkmechanik Rudolf Armin Fick um 1925

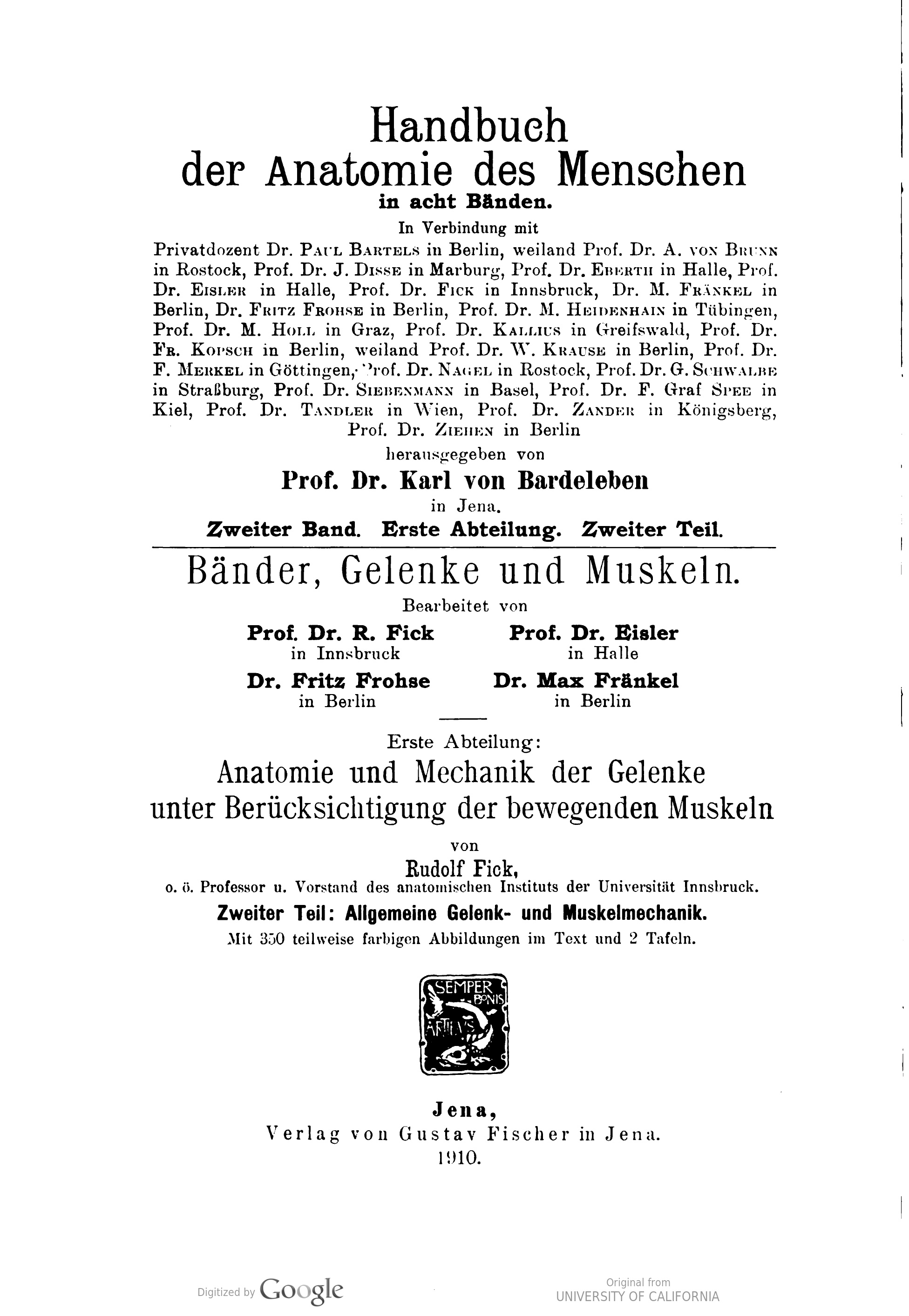
Titelblatt des von Karl von Bardeleben herausgegebenen Handbuches der Anatomie des Menschen in 8 Bänden, Band 2

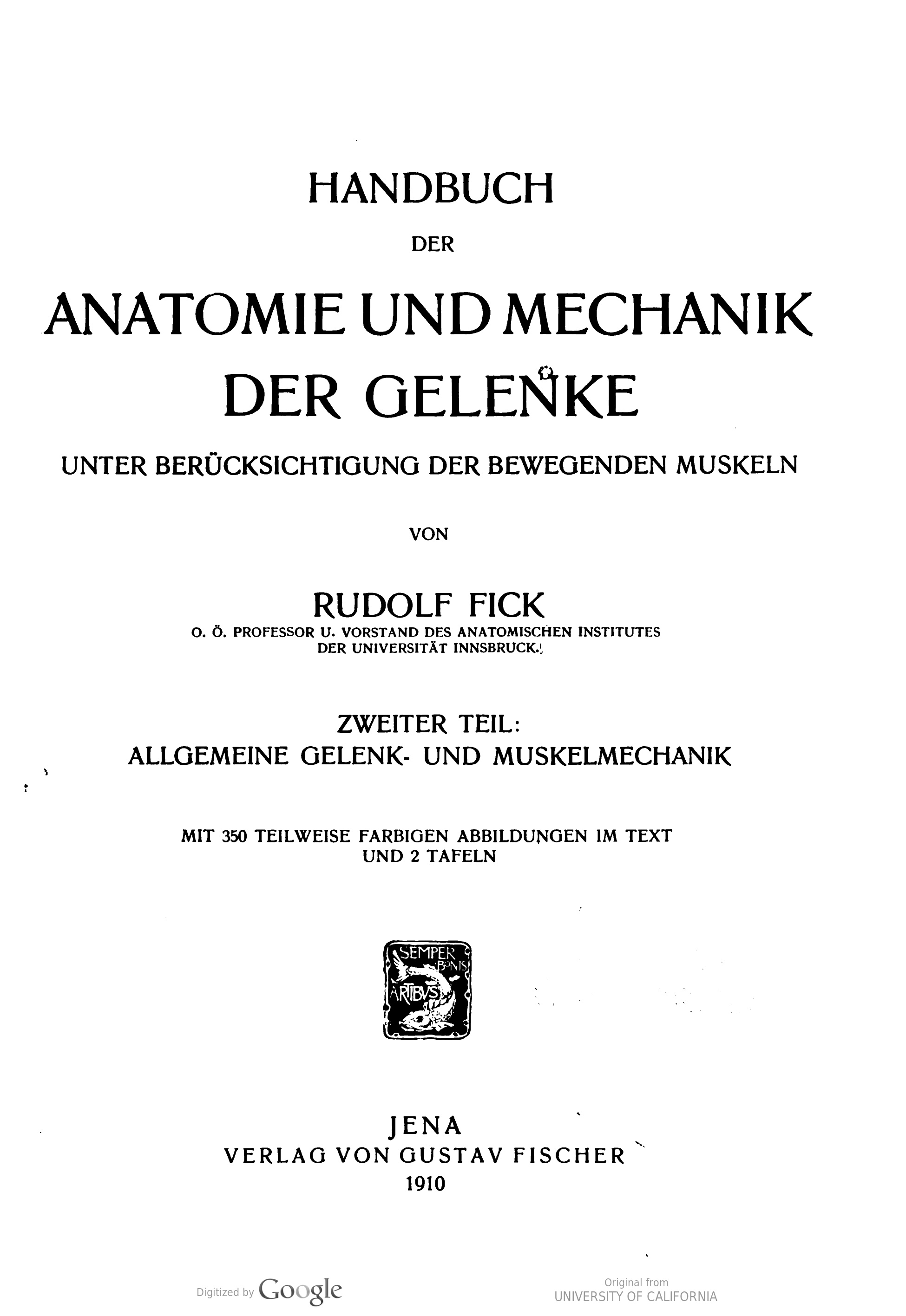
Titelseite des "Handbuches der Anatomie und Mechanik der Gelenke" (Band 2)

Rudolf Armin Fick (geboren am 24. Februar 1866 in Zürich; gestorben am 23. Mai 1939 in Berlin) war ein deutscher Anatom, Pathologe und Hochschullehrer.

## Leben und Werk
Rudolf Fick kam als Sohn des Anatomen und Physiologen Adolf Fick und dessen Frau Emilie, geborene von Cölln, am 24. Februar 1866 in Zürich zur Welt.
Er studierte in Würzburg, Marburg, Zürich und Erlangen und promovierte im Jahre 1888. 1889 wurde er Assistent in Würzburg
bei Albert von Koelliker, 1891 Prosektor der Anatomie an der Universität Würzburg, wo er 1892 mit einer Studie über die Arbeitsleistung der auf die Fußgelenke wirkenden Muskeln, die in der Festschrift für Kölliker abgedruckt wurde, habilitierte. In seiner Habilitationsarbeit nahm er die Studien von Guillaume-Benjamin Duchenne wieder auf, freilich mit modernerer Methodik.
Ebenfalls 1892 folgte er einem Ruf an die Universität Leipzig als Prosektor und außerordentlicher Professor der Anatomie. 1905 ging er an die Deutsche Universität Prag, heute Karl-Ferdinands-Universität, und wurde dort Lehrstuhlinhaber und Direktor des Anatomischen Instituts. Im Jahr 1909 wechselte er an die Universität Innsbruck. In Innsbruck arbeitete er während des 1. Weltkrieges in der orthopädischen Abteilung der Chirurgischen Klinik. Im Ergebnis dieser Tätigkeit erschienen verschiedene orthopädische Arbeiten, die sich mit der Länge der Muskelbündel und muskelmechanischen Problemen beschäftigten. Im Jahre 1917 folgte Fick einem Ruf an die Friedrich-Wilhelms-Universität Berlin, wo er als Nachfolger von Heinrich Wilhelm Waldeyer bis zu seinem Ruhestand 1934 die Anatomische Anstalt leitete.
Zu seinen Schülern gehörte der spätere Nobelpreisträger Werner Forßmann. Forßmann beschrieb ihn in seinen Lebenserinnerungen als „modernen Anatomen“, der gemeinsam mit anderen „das Fach aus einer Altersstarre, in das es versunken war, erweckten.“ Seit dem Jahr 1915 war er Mitglied der Leopoldina, seit 1918 ordentliches Mitglied der Preußischen Akademie der Wissenschaften und seit 1924 korrespondierendes Mitglied der Bayerischen Akademie der Wissenschaften.
Das Hauptarbeitsgebiet von Rudolf Fick waren die Muskel- und Gelenkmechanik. Aus seinen diesbezüglichen Studien heraus entstand zwischen 1904 und 1911 das »Handbuch der Anatomie und Mechanik der Gelenke«, das zu einem grundlegenden Werk für jeden Orthopäden in der ersten Hälfte des 20. Jahrhunderts wurde, sowie die Vergleichende Anatomie aufgrund von Studien an/mit Menschenaffen. Er war maßgeblich an den Auseinandersetzungen um die Reform des Anatomieunterrichtes zu Beginn des 20. Jahrhunderts beteiligt. Im Bereich der Genetik, in dem Fick selbst nicht aktiv war, äußerte er sich skeptisch bezüglich der Frage, ob die Chromosomen die alleinigen Träger der Vererbung seien und er formulierte eine Hypothese, nach der die Umwelt wesentlichen Einfluss auf die Gestaltung des Körpers ausübt und zur Vererbung erworbener Eigenschaften über die Bildung von Progenen im Laufe der Entwicklung Gene gebildet werden können. Diese Hypothese ist heute jedoch widerlegt.
Rudolf Fick starb am 23. Mai 1939 in Berlin. Er war verheiratet mit Frieda Prym, Tochter des Mathematikers Friedrich Prym, und hatte drei Söhne und zwei Töchter.